# Lochmaeocles confertus
Lochmaeocles confertus là một loài bọ cánh cứng trong họ Cerambycidae.